# 河西走廊 (纪录片)
《河西走廊》是中国中央电视台和中共甘肃省委宣传部联合出品的一部纪录片，正片共10集，以时间为线索，梳理了从汉代到中华人民共和国時期的河西走廊历史，此外还包含两集综述《致敬河西走廊》。纪录片于2015年3月3日起在中央电视台科教频道和凤凰网同步播出，凤凰网上线7天流量突破2000万，超过了《舌尖上的中国2》同期的流量。

## 制作

### 策划
《河西走廊》的精神核心为“河西走廊关乎国家经略”，从政治、经济、文化、军事、宗教等方面展现河西走廊从汉代到中华人民共和国2000多年中的历史变迁和文化地位，也与2013年中国官方提出的“一带一路”战略相契合。本纪录片的导演赵启晨希望能拍摄一个他曾未触及的一个领域，即“河西走廊”，他同时也说道他“希望《河西走廊》这个创作模式能成为中国纪录片创作的新模板”。制作人李东珅也有拍摄河西走廊这一纪录片的想法。在后来他直言表示拍摄是因为“河西走廊关乎国家经略”这一精神核心的缘故，而并非扬名声显。

### 制作手法
与中国大陆其他历史题材纪录片不同的是，《河西走廊》大量采用情景再现的手法。编导采用电影化的手法，在每一集中采用对应时期代表性的故事再现历史。为了拍摄该片，制作团队在中国10个影视基地共拍摄230场情景再现，动用近千名群众演员，情景再现篇幅达到全片的60%，而其他纪录片中常见的对专家学者的采访则不在该片中出现。而在此之前，由敦煌研究院教授沙武田担任学术统筹，二十多名相关学者为该片制作了43万字的学术资料，此后制作团队再根据这些资料确定每集用于展示的故事。据制作人李东珅称，这个过程长达一年。

### 风光摄影
《河西走廊》片中的风光取景由总导演赵启辰、总撰稿邓建永和学术顾问沙武田一道采风获得。曾经担任英國廣播公司（BBC）纪录片《美丽中国》摄影师并两次获得艾美奖的英国摄影师布莱恩·麦克达马特（Brian McDairmant）担任了《河西走廊》的摄影指导。布莱恩带领团队于2013年5月在河西走廊进行春季空镜拍摄。此外，片中包含一组河西走廊星空和八一冰川的镜头，这些镜头由美国摄影师科里·罗素·布朗（Cory Brown）拍摄，摄于2013年夏季。

### 配乐
《河西走廊》的主题音乐是《河西走廊之梦》，由希腊音乐家雅尼创作。主题旋律由杜读管演奏，该乐器可追溯至公元前12世纪。《河西走廊》配乐声效风格与实现方式上与其电影化的拍摄手法做到了一致，徐鲤的音乐团队尽可能地在拟音棚中实录。
在接受了《河西走廊》制作公司邀请为其配乐前，雅尼已经有4年没有创作乐曲。趁此机会，他打算将他在这几年积累的创作元素和创作灵感运用其中，这也是雅尼首次为纪录片配乐。但雅尼的第一稿音乐被团队提议“仍有提升空间”而进行了二度创作。雅尼的第二次创作的音乐已接近于《河西走廊之梦》。其中，雅尼起初采用了接近于中国民族乐器的乐器，在主创团队的建议下雅尼最终选用了具有亚洲西部风情又十分古老的杜读管，并最终获得了团队的肯定。
作为音乐总监的徐鲤及其团队则负责《河西走廊》每一集、不同场景的所有音乐，这一创作持续一年多的时间，期间他曾与团队沿着河西走廊采风。徐鲤表示“西域音乐不仅限于胡琴”，他选择了用国际视野创作音乐，他提取西域乐器的部分元素融入到西方乐器以及中国其他民族乐器中来增添包容性。同时徐鲤在制作音乐时也随着讲述角度的变化而以不同视角介入不同的变化了视角的音乐，使之更富特色。

### 主要演員表
| 演員                | 角色         |
| 劉川                | 張騫         |
| 繆曉東              | 衛青         |
| 葉敬                | 漢武帝       |
| 任鑫                | 堂邑父       |
| 陳藝宗              | 匈奴單于     |
| 朵兒娜              | 張騫匈奴妻子 |
| 張喜                | 霍去病       |
| 陳良                | 懸泉置置嗇夫 |
| 趙懷良              | 常惠         |
| 趙靈兒              | 解憂公主     |
| 陸聰                | 郭瑀         |
| 白泰華              | 郭荷         |
| 劉柯                | 劉昞（青年） |
| 王念青              | 劉昞（老年） |
| 阿帕爾江            | 鳩摩羅什     |
| 呂繼強              | 曇曜         |
| 蓋川                | 沮渠蒙遜     |
| 穆罕穆德            | 曇無讖       |
| 丁傑                | 劉薩訶       |
| 張振江              | 裴矩         |
| 沁坤                | 隋煬帝       |
| 王博傑              | 李工         |
| 郝宏明              | 閻立本       |
| 呂樹延              | 萨班         |
| 讓波拉              | 少年八思巴   |
| 班麼扎西            | 青年八思巴   |
| 艾力江庫爾班        | 闊端         |
| 趙寶健              | 林則徐       |
| 徐中偉              | 左宗棠       |
| Yakiishev stivislav | 鄂本笃       |
| 宗利群              | 彭德懷       |
| 宮景文              | 汤中立       |
| 劉昱                | 陳鑫         |
| 王旭升              | 秦士偉       |
| 張賀                | 謝家榮       |
| 張紅軍              | 孫建初       |

## 分集
| 分集                                                                                     | 名称 | 首播日期      | 外部链接 |
| ---------------------------------------------------------------------------------------- | ---- | ------------- | -------- |
| 1                                                                                        | 使者 | 2015年3月3日  | 视频     |
| 汉武帝派遣张骞出使西域，张骞带来的地理发现使得中原王朝开始关注河西走廊。                 |      |               |          |
| 2                                                                                        | 通道 | 2015年3月4日  | 视频     |
| 霍去病率领汉朝军队出击匈奴，汉朝在河西走廊设置河西四郡，河西走廊从此纳入汉朝版图。       |      |               |          |
| 3                                                                                        | 驿站 | 2015年3月5日  | 视频     |
| 汉代行政与邮驿系统在河西走廊设置，悬泉置驿站出土的汉简反映了汉长罗侯常惠经略西域的历史。 |      |               |          |
| 4                                                                                        | 根脉 | 2015年3月6日  | 视频     |
| 魏晋中原乱世，河西走廊较为安定，庇护了一批中原学者，也使河西成为隋唐文化制度的重要来源。 |      |               |          |
| 5                                                                                        | 造像 | 2015年3月7日  | 视频     |
| 魏晋时，佛教沿着河西走廊开始影响中原，昙无谶、鸠摩罗什等高僧抵达河西，佛教开始中国化。   |      |               |          |
| 6                                                                                        | 丝路 | 2015年3月8日  | 视频     |
| 隋炀帝西征吐谷浑，重新打通因战乱阻塞的丝绸之路，并在张掖举行盟会。                       |      |               |          |
| 7                                                                                        | 敦煌 | 2015年3月9日  | 视频     |
| 从长安抵达敦煌的工匠在莫高窟的修建中引入了盛唐时长安的艺术，敦煌艺术的繁荣达到顶峰。     |      |               |          |
| 8                                                                                        | 会盟 | 2015年3月10日 | 视频     |
| 蒙古与西藏的首领在凉州会盟，西藏归入蒙古帝国版图，并影响了此后的中国政治和文化。         |      |               |          |
| 9                                                                                        | 苍生 | 2015年3月11日 | 视频     |
| 明清时期河西走廊归于沉寂，但晚清新疆危机再度使河西走廊受到重视。                         |      |               |          |
| 10                                                                                       | 宝藏 | 2015年3月12日 | 视频     |
| 中华人民共和国成立后，河西走廊成为重要的资源和工业基地，交通地位也不断提高。             |      |               |          |